# Mia Healey
Mia Healey (Sydney, 28 agosto 1998) è un'attrice australiana.

## Carriera
È nota principalmente per il ruolo principale di Shelby Goodkind nella serie The Wilds e per quello di Alicia Whitaker in Motorheads.

## Vita privata
Dichiaratasi bisessuale, ha una relazione dal 2024 con l'attore Michael Gandolfini.

## Filmografia

### Televisione
- The Wilds - serie TV, 18 episodi (2020-2022)
- Motorheads - serie TV, 10 episodi (2025)

## Doppiatrici italiane
Nelle versioni in italiano delle opere in cui ha recitato, Mia Healey è stata doppiata da:
- Ilaria Silvestri in The Wilds
- Sara Labidi in Motorheads